# Supercoppa italiana 2021 (hockey in-line)
La Supercoppa italiana 2021 è stata la 18ª edizione della omonima competizione italiana di hockey in-line disputata il 25 settembre 2021 al Pattinodromo Comunale Viale Ferrarin di Vicenza.
Hanno partecipato i Diavoli Vicenza in qualità di squadra campione d'Italia e detentore della Coppa Italia e il Milano Quanta come finalista della Coppa Italia.
Il Milano Quanta vinse la partita per 4-3, aggiudicandosi per l'ottava volta il trofeo.

## Partecipanti
| Squadre         | Qual. | Partecipazioni precedenti (il grassetto indica la vittoria) |
| --------------- | ----- | ----------------------------------------------------------- |
| Diavoli Vicenza |       | 2009, 2019                                                  |
| Milano Quanta   |       | 2011, 2012, 2013, 2014, 2015, 2016, 2017, 2018, 2019        |

## Tabellino
| Vicenza 25 settembre 2021 | Diavoli Vicenza | 3 – 4 referto | Milano Quanta | PalaFerrarin |